# Arietitidae
Arietitidae es una familia de amonitas verdaderas que forman parte de la superfamilia Psiloceratoidea, nombrada así por el género tipo Arietites. Se componen de géneros de tamaño mediano a grande o gigantes, que en general son fuertemente nervados, tuberculados en algunos, con vientres con quillas o con estrías y quillas, y suturas amoníticas bien diferenciadas. El aptycus tiene una sola válvula con una superficie brillante y estriada concéntricamente.
Arietitidae dominó las amonitas del Jurásico Inferior, Sinemuriense, en todo el mundo, extendiéndose hasta el Pliensbachiense inferior.
Los Arietitidae pueden tener su origen en Schlotheimiidae, si no directamente de Psiloceratidae y es probablemente la fuente de Oxynoticeratidae.